# ان‌جی‌سی ۳۷۸

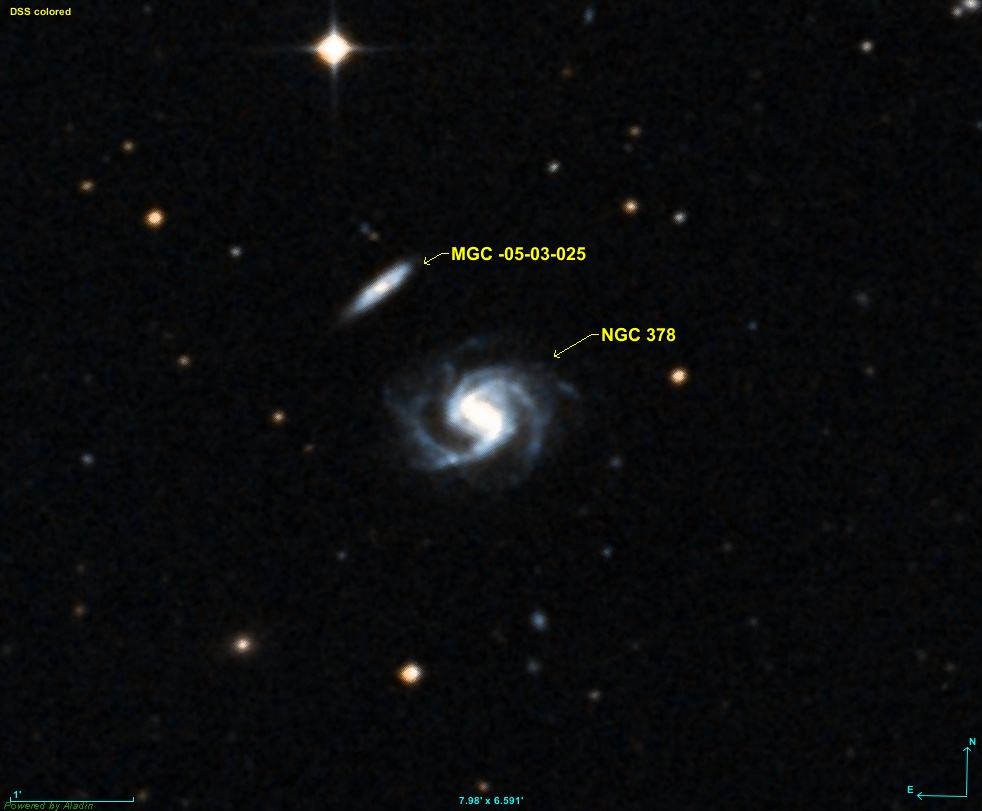
نمایی از ان‌جی‌سی ۳۷۸

ان‌جی‌سی ۳۷۸ (انگلیسی: NGC 378) نام یک کهکشان مارپیچی در صورت فلکی سنگتراش است.